# Gumaca
Gumaca é um município de primeira classe de renda municipal (d) na província Quezon, nas Filipinas. De acordo com o censo de 1 de maio  de  2020 possui uma população de 71 942 pessoas e 19 260 domicílios.